# Ospedale di San Giacomo degli Incurabili
L'ospedale di San Giacomo in Augusta, detto degli Incurabili (noto anche come arcispedale di San Giacomo degli Incurabili), era uno storico ospedale situato nel centro di Roma, all'indirizzo via del Corso 499, adiacente alla chiesa di San Giacomo in Augusta. Di origine medievale, fu rifondato nel Cinquecento, nello stesso periodo di altri ospedali degli incurabili presenti in altre città italiane.
L'edificio è situato tra via del Corso e via di Ripetta (ex via Leonina). A sud l'edificio costeggia via Canova (ex via di San Giacomo, poi via delle Tre Colonne), lungo la quale era situato lo studio romano del celebre scultore Antonio Canova.
Esso venne rivalutato da ospedale, solo per gli incurabili, e presidio omnitaumaturgico nel 1339, per volontà del cardinale Pietro Colonna (discendente della famiglia Colonna, già vassalli dell'imperatore Federico Barbarossa), che lo aveva requisito rivendicandolo come bene inalienabile in virtù del legame vassallatico con la dinastia imperiale. In seguito il cardinale ristrutturò l'edificio in onore di suo zio Giacomo Colonna, deceduto nel 1318. L'appellativo "in Augusta" deriva dalla vicinanza ai resti del mausoleo di Augusto, nel Medioevo divenuti roccaforte della stessa famiglia Colonna.
Nei primi anni del XVI secolo la gestione dell'ospedale venne affidata alla Compagnia del Divino Amore, già impegnata nella fondazione di altri ospedali italiani degli incurabili. La rifondazione cinquecentesca, con la promozione ad Arcispedale, fu ordinata nel 1515 da papa Leone X, mentre l'organizzazione fu riformata dall'attività di san Camillo de Lellis che qui concepì e fondò il suo Ordine. Tra i benefattori si distinse Anton Maria Salviati, che nel 1593 riedificò la grande struttura e la dotò di un fondo patrimoniale destinato esplicitamente alla sua autonomia economica: donò infine la struttura stessa alla città con il vincolo perpetuo di destinazione all'ospedalità.
Al San Giacomo Camillo de Lellis fondò l'Ordine dei Ministri degli Infermi (detti anche "Camillani") e ne redasse le Regole. Presso il San Giacomo operarono anche altri santi: Filippo Neri, Gaetano Thiene e Felice da Cantalice. Inoltre, secondo la tradizione cattolica, presso il San Giacomo avvenne un episodio della vita mistica della Serva di Dio Giuseppina Berettoni, nel 1909.
Dopo un'attività ininterrotta di 670 anni, nel 2008 la giunta regionale del Lazio dispose la chiusura dell'ospedale, con un ordine inatteso perché giunto appena dopo lavori di ristrutturazione. Da allora la chiusura è stata contestata da diversi comitati e associazioni, tra cui Italia Nostra, insieme a molti cittadini, che del San Giacomo rivendicano l'importanza sanitaria, istituzionale, culturale e storica.
Nel 2021 il Consiglio di Stato ha dichiarato illegittima la chiusura del San Giacomo con la sentenza N. 02802/2021, come risultato della lunga battaglia legale condotta da Oliva Salviati, discendente del cardinal Salviati, che ha rivendicato la volontà dell'avo della destinazione ospedaliera originaria. Tale sentenza è stata poi confermata definitivamente dalla Corte suprema di Cassazione, a Sezioni Unite, con Ordinanza Numero 4386 del 13 febbraio 2023.

## Storia

### Le origini

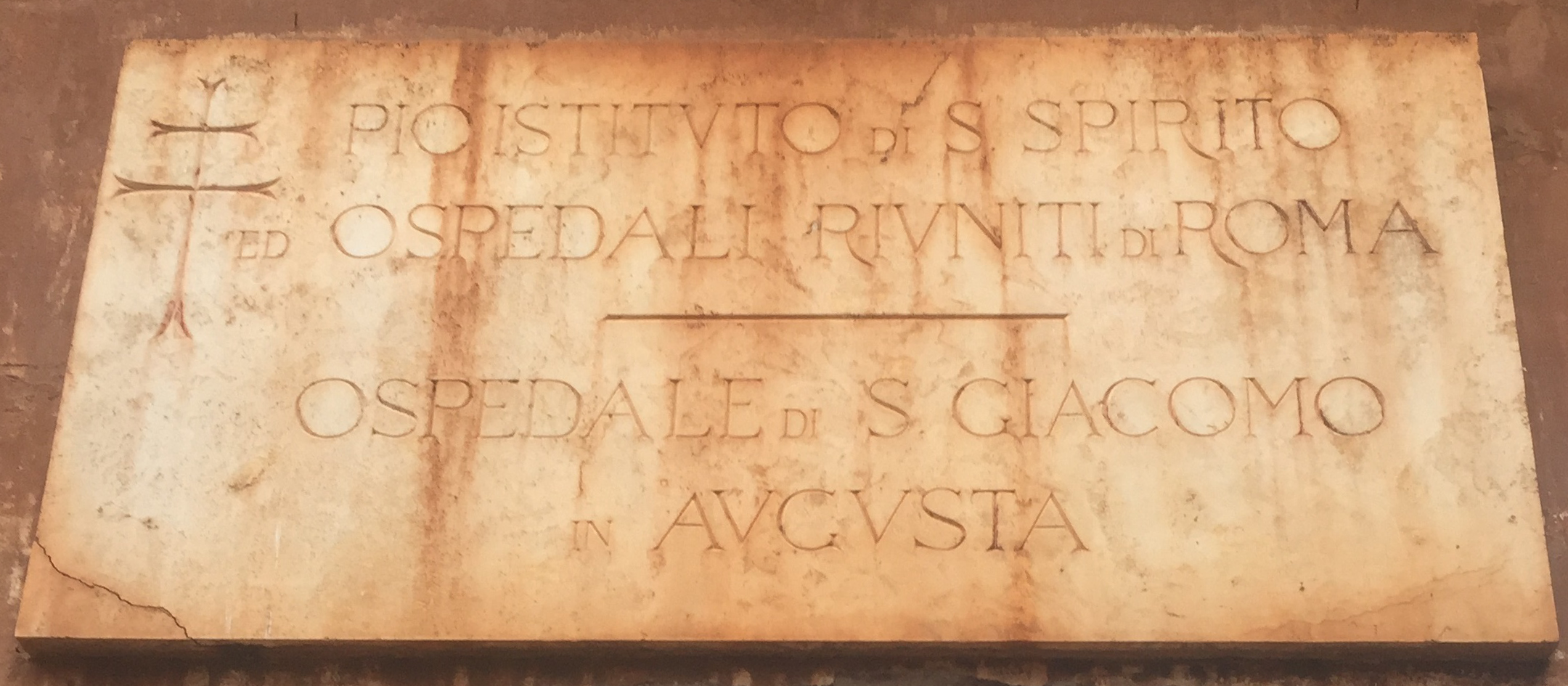
Targa dell'ingresso dell'ospedale (su via Canova)

La ristrutturazione dell'Ospedale avvenne nel XIV secolo per volontà del cardinale Pietro Colonna, dinastia di fidecommissi, sin dai tempi del Barbarossa, degli Hohenstaufen i cui esecutori testamentari eressero la ristruttura iniziale nel 1339. In particolare, le volontà di Pietro vennero condotte dai suoi nipoti Giacomo, vescovo di Lombez, e Giovanni, che si interessarono della costruzione dell'ospedale. La memoria del fondatore è ricordata nell'iscrizione lapidea nel cortile dell'ospedale, che recita:
L'ospedale di San Giacomo in Augusta fu, così, il terzo ospedale ad essere edificato nella Roma del Medioevo: il primo fu infatti l'ospedale di Santo Spirito in Saxia, seguito dal San Salvatore, divenuto poi ospedale di San Giovanni in Laterano anche questo fondato da un cardinale della sua famiglia. Pietro, con la fondazione dell'ospedale, intendeva onorare la volontà dello zio, Giacomo Colonna, che aveva notato che i malati incurabili, piagati e bisognosi di lunghi tempi di degenza, venivano sistematicamente rifiutati dagli altri due ospedali: in tal modo, Giacomo intese anche riscattare l'onore della sua casata, scomunicata da Bonifacio VIII a seguito del cosiddetto "schiaffo di Anagni". Anche il nome dell'ospedale è un riferimento alla casata dei Colonna: essa, infatti, aveva ricavato la loro roccaforte dal vicino Mausoleo di Augusto.
Il San Giacomo fu dunque edificato lontano dal centro abitato. La posizione in prossimità di uno scalo portuale (il Porto di Ripetta) consentiva un facile accesso per le navi di approvvigionamento di viveri e medicinali e per chi giungeva in città via fiume. La sua ubicazione permetteva, inoltre, di assistere anche i pellegrini provenienti dalla vicina porta principale della città, la settentrionale Porta Flaminia, o porta del Popolo, i quali giungevano in città stremati al termine di lunghi viaggi a piedi dalla Cassia e dalla Flaminia,
Il San Giacomo fu inizialmente posto sotto la diretta tutela dell'ospedale di Santo Spirito e conferito in commenda, finché un secolo dopo, nel 1451 con la morte del commendatario cardinale Jean le Jeune, durante il pontificato di papa Niccolò V, passò all'autorità della Compagnia di carità verso i poveri e gli infermi di Santa Maria del Popolo. Nel 1512 Ettore Vernazza ottenne, a Roma, l'approvazione dei capitoli della compagnia del Divino Amore: questo fu il primo passo verso l'istituzione in Roma di un ospedale per gli incurabili sul modello genovese.

### La rifondazione cinquecentesca

#### Leone X: l'elevazione ad Arcispedale

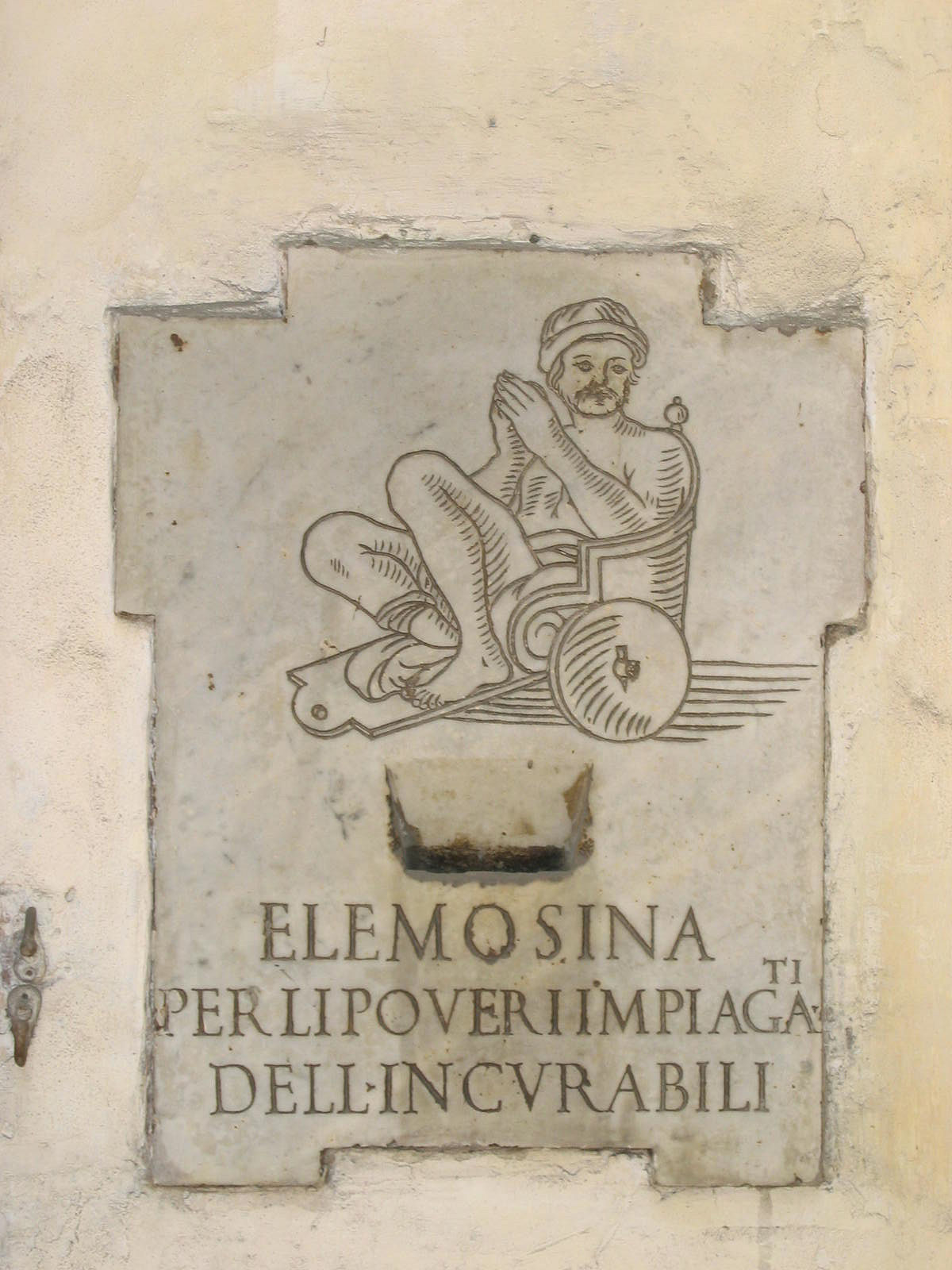
La carità dei privati era considerata importante per il sostegno economico dell'Istituto, nonostante la fonte primaria fosse nella riscossione dei canoni, pigioni, censi, ecc.. La carità si esprimeva sia in forma di lasciti e donazioni che in forma anonima tramite le elemosiniere. Questa elemosiniera del San Giacomo riporta la tipica figura di un infermo in carrozzella, anticamente chiamata carriola

Nel 1515 l'Ospedale fu oggetto di una rifondazione ed elevato a rango di Arcispedale in seguito all'emanazione della bolla Salvatoris Nostri Domini Jesu Christi da parte di papa Leone X, in cui si sanciva esplicitamente la trasformazione a ricovero per malati incurabili di tutte le classi sociali e senza distinzione di sesso, con particolare attenzione alla cura del "morbo gallico" (sifilide), una nuova malattia che conobbe una rapida diffusione tra Quattro e Cinquecento e che si manifestò in forma di una grande pandemia su scala europea, portata in Italia forse dai soldati di Carlo VIII durante la Guerra d'Italia del 1494-1498, da cui il nome del morbo stesso.
La bolla stabiliva le finalità e l'organizzazione dell'ente, analogamente ad uno Statuto, così come le disposizioni economiche e spirituali. Il papa destinava anche una parte dei beni dell'ospedale al mantenimento delle "oneste fanciulle povere" precisando, infine, che il San Giacomo doveva divenire "il primo tra gli ospedali dei poveri". L'ospedale cominciò, dunque, a governarsi in autonomia, guidato da quattro guardiani affiancati da due sindaci con funzioni di revisori dei conti. Altre figure tipiche erano i "visitatori" (visitatores), che avevano il diritto, condiviso con i sindaci, di raccogliere i malati per le strade, procedendo eventualmente al ricovero. Quest'ultimo poteva anche essere coatto: in tal caso, il ricoverato era esentato da tutte le imposizioni fiscali. Infine, l'arcispedale era presieduto da un "cardinale protettore", come pure avveniva negli altri ospedali romani.
L’elevazione ad Arcispedale istituiva per il San Giacomo un primato giuridico su tutti gli ospedali degli Incurabili in Italia e all’estero, oltre che particolari privilegi. Leone X tuttavia andò oltre la pianificazione dell’ampliamento della struttura: egli concepì infatti la rinascita dell’antico ospedale, all’epoca quasi isolato in un’area non urbanizzata, come il perno dello sviluppo urbanistico dell’area del Campo Marzio secondo un archetipo di città ideale rinascimentale dalle forme regolari e armoniose. Il risultato della politica urbanistica intorno al San Giacomo sarà il futuro Tridente.

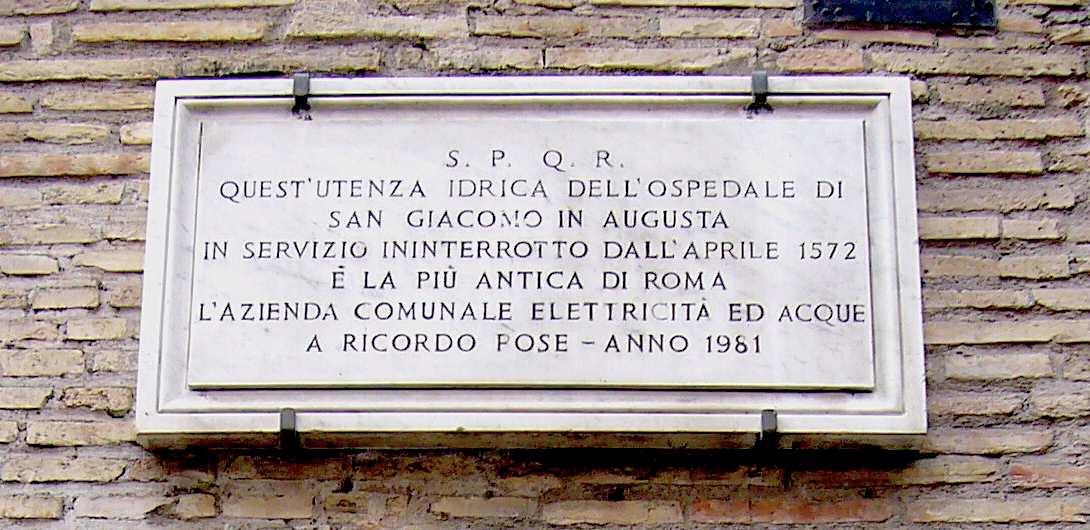
Targa su via del Corso, del 1981, che riporta l'ininterrotto funzionamento del servizio idrico del San Giacomo a partire dal 1572: è il più antico di Roma

Leone X stabilì la gratuità dell'assistenza a tutti i malati: questo pose fin dall'inizio dei problemi per la sostenibilità economica della costosa struttura, che ottenne anche notevoli agevolazioni fiscali (come nell'esenzione sui dazi del vitto). La maggiore fonte di finanziamento fu dunque da subito ottenuta dalle elargizioni dei privati donatori (lo stesso papa Leone X fu tra questi) e dalle rendite dei diversi beni che furono attribuiti all'ospedale stesso, spesso tramite lo strumento dell'enfiteusi con vincolo ad edificandum nel contesto della progettazione del Tridente, una delle maggiori realizzazioni urbanistiche del XVI secolo. Leone X inoltre stabilì che la mancata pubblicazione delle donazioni da parte del Notaio fosse considerato reato di "falsità", punibile anche con la scomunica. Il ricorso esplicito alla carità cristiana dei privati per il funzionamento della sanità, che si stava riaffermando come modello di gestione economica per gli ospedali e le opere pie, permise effettivamente al San Giacomo di distinguersi come ente ospedaliero di rilievo anche internazionale.
Pochi anni dopo, nel 1529, il San Giacomo fu affidato al primo nucleo romano dei Frati minori cappuccini.

#### Primi benefattori
L'Ospedale si sosteneva finanziariamente grazie a lasciti e donazioni da parte di esponenti di famiglie notabili, tra cui diversi religiosi, e dalle annesse proprietà immobiliari e terriere conferite per questo scopo: era infatti importante assicurare la gratuità del servizio a chiunque: solo secondariamente, e in misura minore, si faceva riferimento alla fiscalità generale. Tra i maggiori donatori del secolo XVI vi furono il futuro papa Paolo IV e i cardinali Bartolomé de la Cueva y Toledo, che ne fu protettore dal 1562 su nomina di Pio IV, terminando l'ufficio con un lascito ben 80.000 scudi, e Clemente D’Olera con la sua intera eredità.

#### Camillo de Lellis

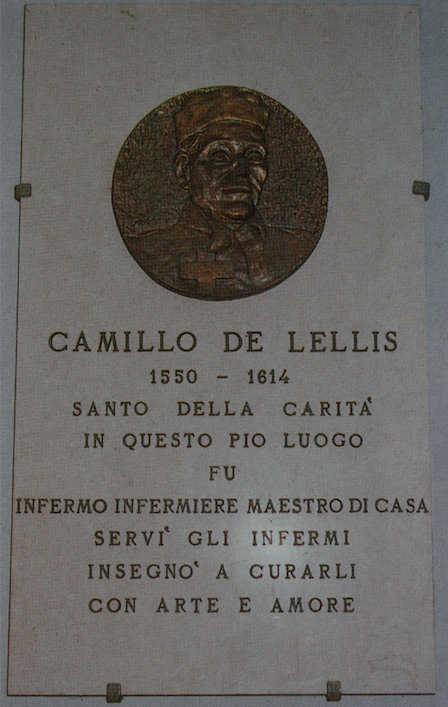
Lapide commemorativa del 1975 di Camillo de Lellis all'interno del San Giacomo

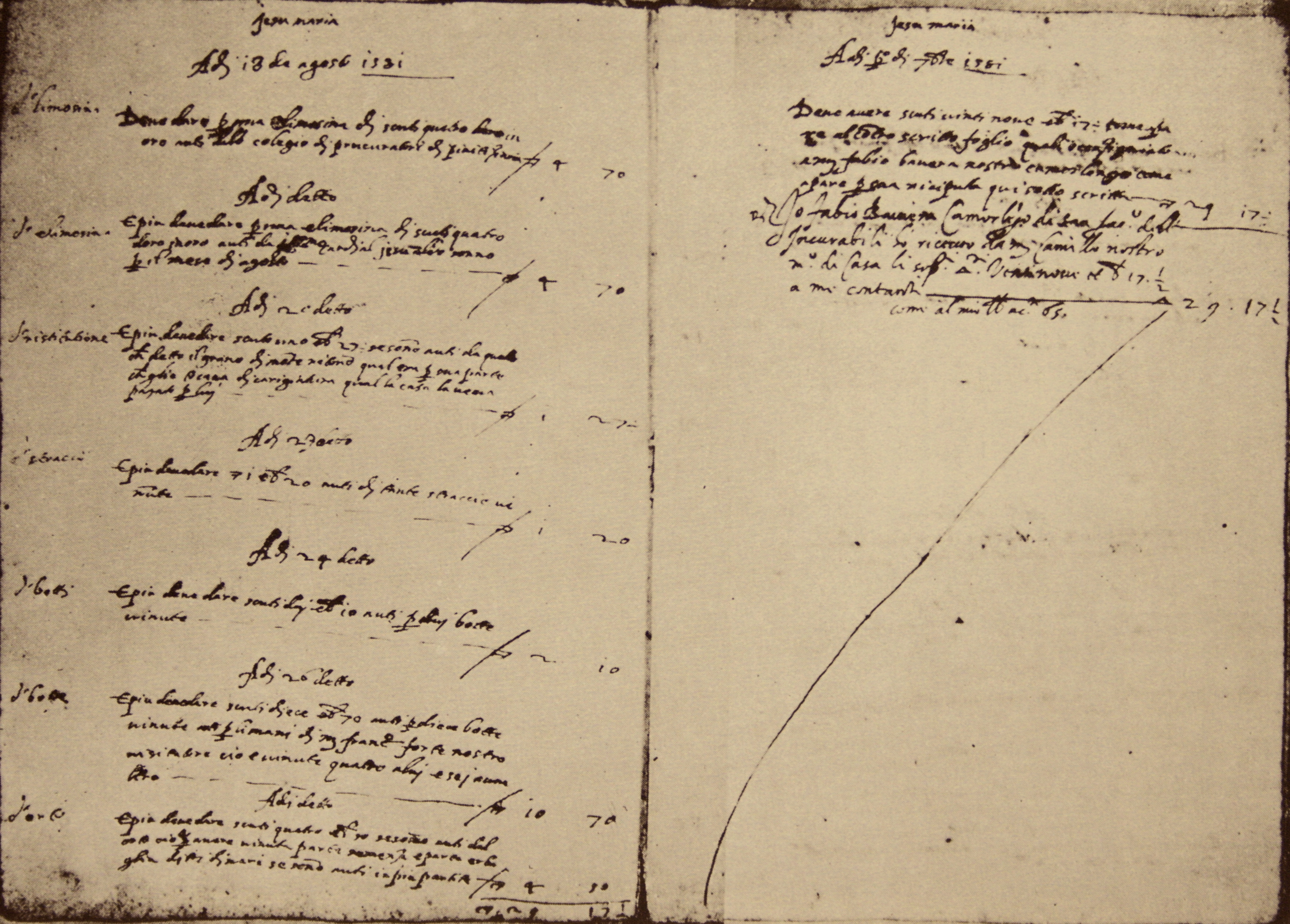
Libro del Maestro di Casa del San Giacomo. La disciplina di Camillo nel redigere la contabilità attirò la fiducia di grandi benefattori.

Nella seconda parte del Cinquecento, tra i pazienti dell'ospedale vi fu anche il futuro santo Camillo de Lellis, ricoverato per la prima volta nel 1571 a causa di una piaga sulla gamba destra. Dopo un miglioramento della ferita, fu inizialmente assunto nella struttura come garzone, ma fu licenziato in seguito per cattiva condotta: all'epoca, tuttavia, non era raro che il personale dell'ospedale - malpagato e in perenne ricambio - adottasse comportamenti scorretti. Convertitosi, de Lellis tornò nuovamente a Roma nel 1575 per un nuovo ricovero al San Giacomo, ma stavolta rimase parte della "famiglia ospedaliera" e cominciò a lavorare con entusiasmo, divenendo "maestro di casa" ed economo nel 1579: questi migliorò l'organizzazione del personale, gettando le basi del servizio sanitario infermieristico ed assistenziale negli ospedali, creando la figura del "religioso-infermiere" che si occupasse dei malati "non per mercede, ma volontariamente e per amore di Dio", e promulgando le Regole per ben servire gli infermi, ideate e applicate per la prima volta proprio al San Giacomo, tra il 1584 e il 1585. Sempre al San Giacomo, nell'agosto del 1582 il de Lellis aveva fondato la "Compagnia dei Ministri degli Infermi", elevata poi da papa Gregorio XIV ad ordine dei Chierici regolari Ministri degli Infermi con bolla del 1591. Camillo propugnò l'idea che il personale infermieristico dovesse essere professionalmente organizzato e formato, oltre che ispirato dai valori dell'amore cristiano: idea, questa, che produsse una vera e propria riforma negli ospedali. In seguito, Camillo verrà santificato dalla Chiesa cattolica e ricordato come patrono degli infermi e del personale ospedaliero.
La grande disciplina con cui Camillo redigeva la contabilità dell'ospedale creò la fiducia necessaria per attrarre generose donazioni, in particolare tra i guardiani del San Giacomo, tra cui si distinse la figura eminente del cardinal Salviati.
Un'altra figura importante per la storia dell'arcispedale nel Cinquecento fu san Filippo Neri, dove fu attivo (ad esempio, vi guarì un agonizzante) con i primi padri oratoriali, come pure i santi Gaetano Thiene e Felice da Cantalice.

#### La ricostruzione del cardinal Salviati

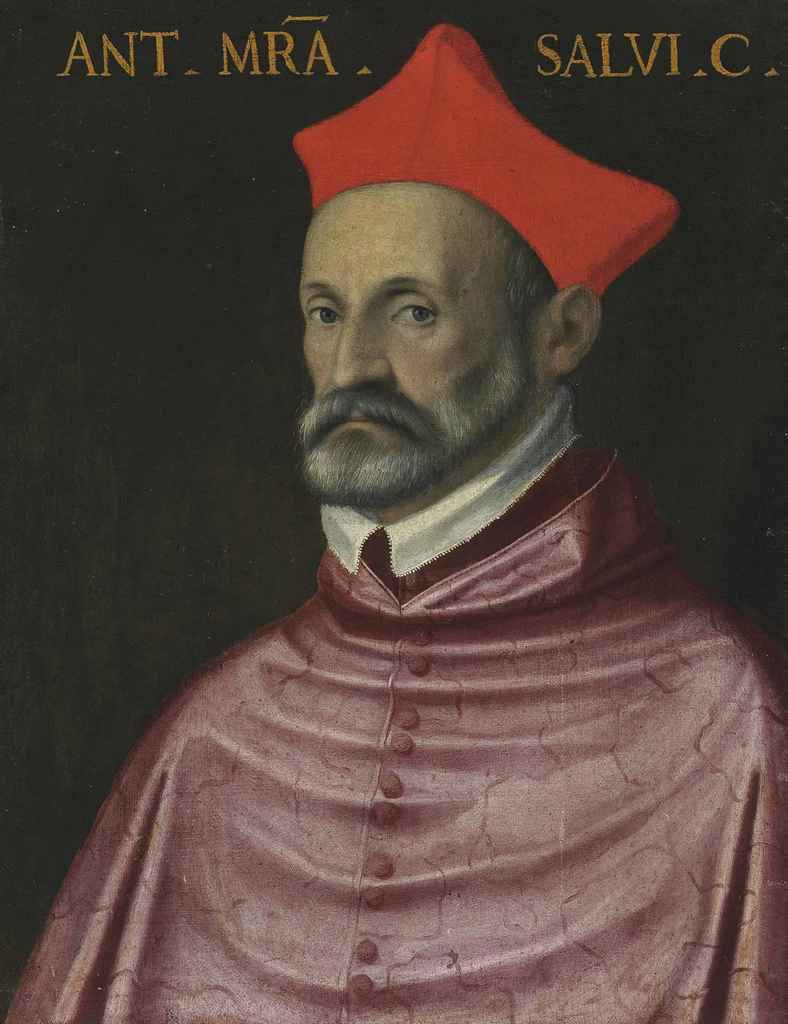
Anton Maria Salviati finanziò la ricostruzione e la dotazione patrimoniale dell'Arcispedale

Nel 1579 cominciarono le prime opere ambiziose di riscostruzione finanziate dal cardinal protettore Anton Maria Salviati, progettate dall'architetto Francesco Capriani e realizzate dall'architetto Bartolomeo Grillo. I lavori di rinnovamento e ampliamento, promossi anche dallo stesso de Lellis, furono ultimati nel 1592. Contemporaneamente, venne costruita la chiesa di San Giacomo in Augusta, attigua all'ospedale e terminata in occasione del Giubileo del 1600 a opera dell'architetto Carlo Maderno, assistito da Filippo Breccioli. Il cardinale vincolò il complesso, oggetto infine di donazione con lascito testamentario dell'aprile 1593, all'uso ospedaliero anche nel futuro: il Salviati nominò esecutore testamentario lo stesso pontefice.
Lo stesso Salviati donò all'ospedale un consistente fondo patrimoniale, composto da diverse decine di immobili, tenute e "luoghi di monte", con l'obiettivo esplicito di garantire il sostegno dell'istituto anche nelle epoche future. Pertanto, nel suo testamento sancì il divieto assoluto di alienazione degli stessi in alcun caso, neanche di estrema urgenza o altra utilità addotta in causa di diritto, perché donati alla esclusiva condizione di sostentamento dell'arcispedale: tale direttiva fu confermata nel marzo 1610 da papa Paolo V con bolla promulgata in forma di motu proprio.

#### La cura del "morbo gallico"
All'inizio del Cinquecento, l'Italia vide il dilagare di una nuova malattia: il "morbo gallico" o "mal francese", ovvero la sifilide. Coloro che avevano contratto il morbo (detti "malfranciosati") cominciarono ad essere ospitati al San Giacomo e trattati con le prime tecniche note per questa malattia, descritte intorno al 1530 da Girolamo Fracastoro, pioniere della moderna Patologia e che pure coniò il termine "sifilide" nel poema Syphilis sive de morbo gallico: l'ospedale vide, pertanto, la pratica e lo sviluppo di tecniche di cura.

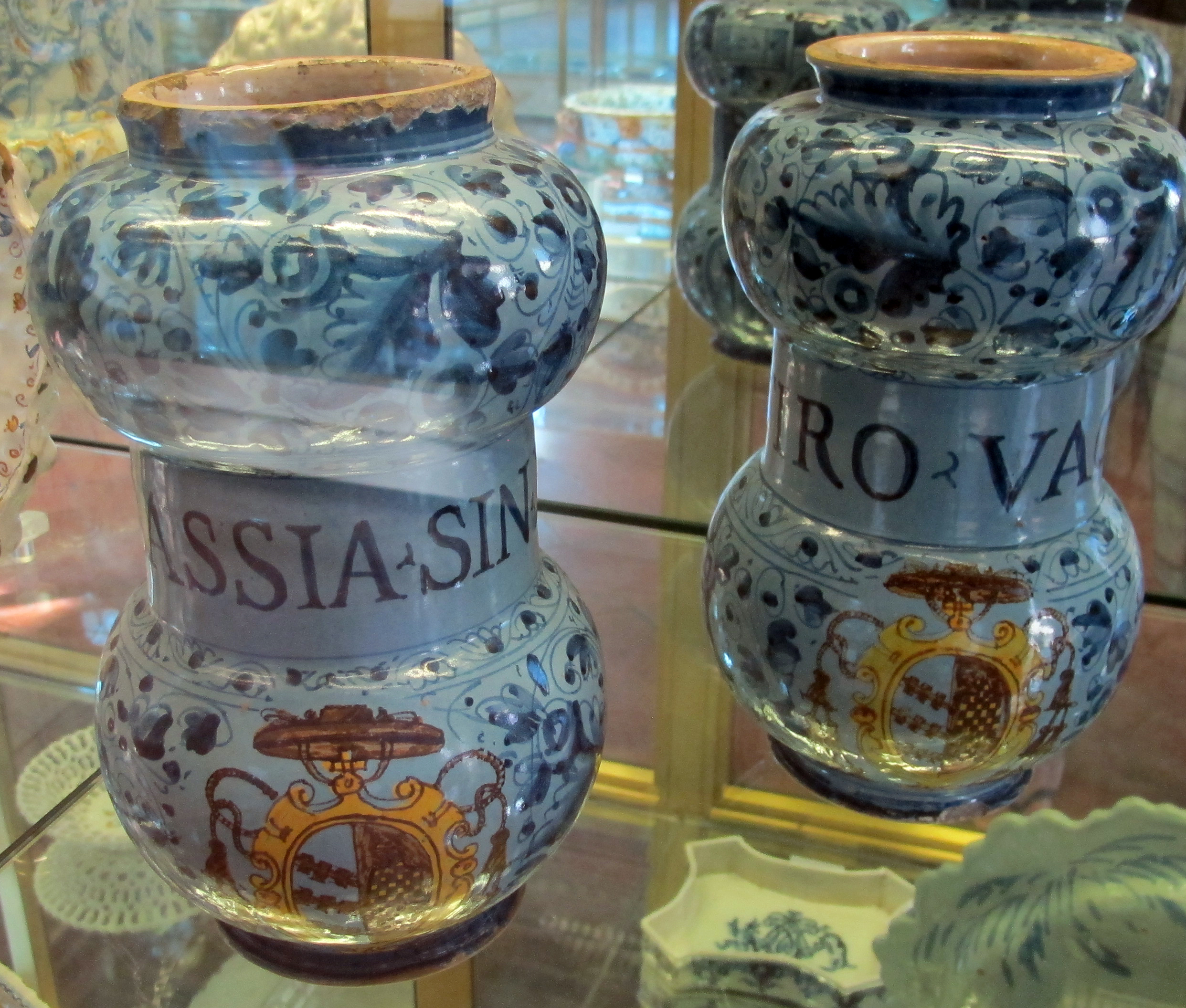
Coppia di albarelli con blasonatura dell'Ospedale di San Giacomo degli Incurabili di Roma, 1627

La prima tecnica di cura dei "malfranciosati" proposta da Fracastoro consisteva nella somministrazione di mercurio e sublimato corrosivo da versare copiosamente sulle ferite: tuttavia, nonostante l'effettiva riduzione delle escrescenze, a causa della loro cicatrizzazione, questo trattamento provocava in breve tempo anche la morte per avvelenamento. La seconda tecnica descritta, la cosiddetta "cura del legno santo" era, invece, meno nociva e prevedeva l'assunzione di un decotto a base di gauinum officinalis (guaiaco), una pianta esotica estremamente costosa, importata nel 1508 in Europa dagli Spagnoli di ritorno dalle Americhe, associata ad ampie bevute d'acqua. Questa seconda tecnica si diffuse già tra il 1520 e il 1530.
Il San Giacomo si specializzò nel trattamento della sifilide fin dal 1560, periodo in cui esso faceva già uso del guaiaco. Negli anni 1580 era ormai divenuto un punto di riferimento "internazionale" per la cura questa malattia: infatti, i pazienti sifilitici accorrevano non solo da tutto lo Stato della Chiesa, ma da tutta Italia e perfino dall'estero: a fine secolo, i romani erano solo il 4% del totale a ricevere questa cura specializzata. Il trattamento del "legno santo" divenne una specialità riconosciuta del San Giacomo: esso cominciò a venire somministrato periodicamente, nello spazio di un mese (generalmente, in maggio) e con cadenza inizialmente annuale e successivamente (dal XVII secolo) biennale. Durante questo periodo la ricezione ordinaria vedeva un brusco incremento, arrivando ad ospitare oltre mille pazienti. Il periodo della somministrazione della cura del "legno santo" rinsaldava il rapporto dell'ospedale con la città in modo particolarmente efficace, dato che la distribuzione avveniva in modo solenne, accompagnato da processioni sul percorso della Chiesa del Popolo, e grazie al finanziamento proveniente esclusivamente dai privati.
Nonostante la fama che ebbero gli effetti del guaiaco sulla sifilide soprattutto per merito dall'opera di Fracastoro, presso il San Giacomo questa tecnica fu abbandonata definitivamente nel 1636, poiché ritenuto insufficiente per debellare la malattia, dato il verificarsi di continue ricadute pur tra molte guarigioni spontanee. Comunque, finché fu somministrato, anche il costosissimo guaiaco (che incideva per oltre 2.000 scudi negli anni in cui questa cura era svolta) veniva distribuito gratuitamente ai malati del San Giacomo, al pari di tutte le altre cure. Infatti, al di fuori del periodo di somministrazione del guaiaco, su finire del Cinquecento l'ospedale trattava gratuitamente anche le malattie curabili, dove un breve periodo di degenza si accompagnava a una bassa mortalità. L'attività del prestare soccorso quotidianamente a chiunque (anche ai poveri, "senza farli pagare") presso i locali della medicheria testimoniano un'attività simile a quella dell'odierno pronto soccorso.

### XVII secolo

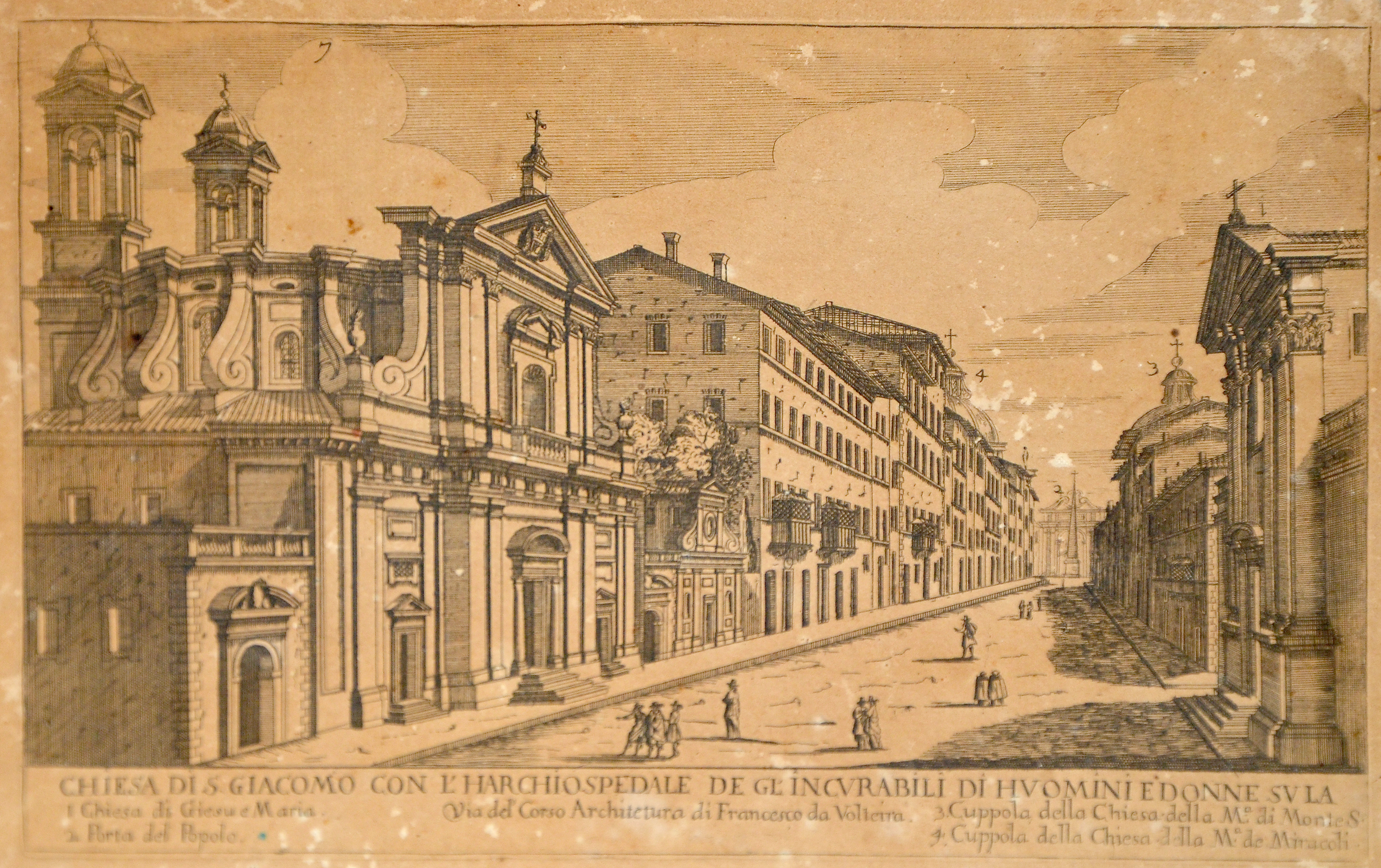
Arcispedale e chiesa di San Giacomo in Augusta nel XVIII secolo

Nel 1659 vennero emessi dei nuovi Statuti, sostituendo così quelli precedenti risalenti al 1546 ed estendendo i servizi ospedalieri, oltre che agli incurabili, anche ai malati comuni. Nel XVII secolo tra i chirurghi dell'ospedale vi fu anche Bernardino Genga da Mondolfo, pioniere dell'anatomia, al quale fu intitolata una Galleria nell'ospedale stesso. Nello stesso secolo fu primario del San Giacomo il chirurgo francese Nicola Larche: le sue osservazioni sugli ascessi delle ferite presso quest'ospedale sono riprese anche nella coeva opera "Recondita Abscessum Natura" del chirurgo Marco Aurelio Severino. Il Larche lasciò eredi delle sue considerevoli sostanze il San Giacomo e l'Ospedale di Santa Maria della Consolazione, dopo la sua morte avvenuta nel 1656.
Durante il periodo della pestilenza del 1656 il San Giacomo fu utilizzato come lazzaretto.
Alla fine del Seicento, incluse quelle di donazione del card. Salviati e dei suoi parenti, l'amministrazione dell'Ospedale deteneva 62 proprietà urbane, tra case, vigne e botteghe, senza contare le altre.

### XIX secolo

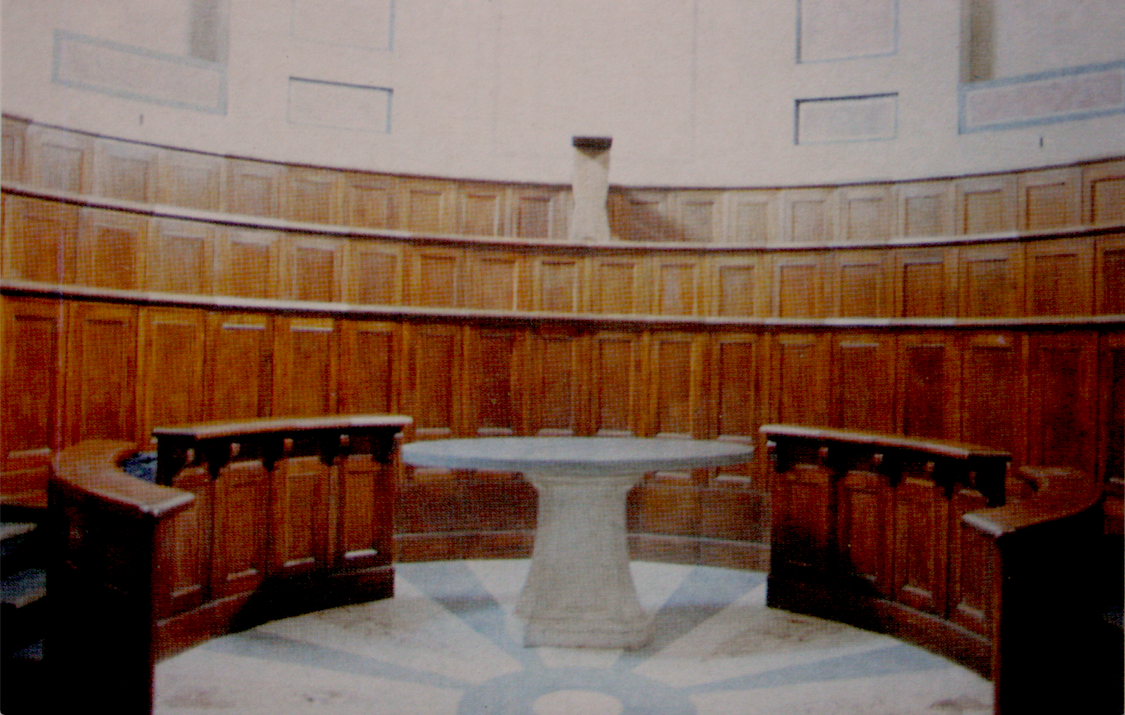
Il teatro anatomico presso il San Giacomo (aula di Malta)

L'occupazione napoleonica di Roma del 1808 provocò subito lo scioglimento della Confraternita di Santa Maria del Popolo: a causa di questo fatto, il personale medico venne drasticamente ridotto e l'ospedale divenne un semplice luogo di primo soccorso e di accoglienza garantita, non più da un ordine religioso, ma esclusivamente dall'opera volontaria di persone caritatevoli che assistevano gli infermi come esercizio di carità cristiana. In seguito, questa confraternita non verrà più ricostituita.

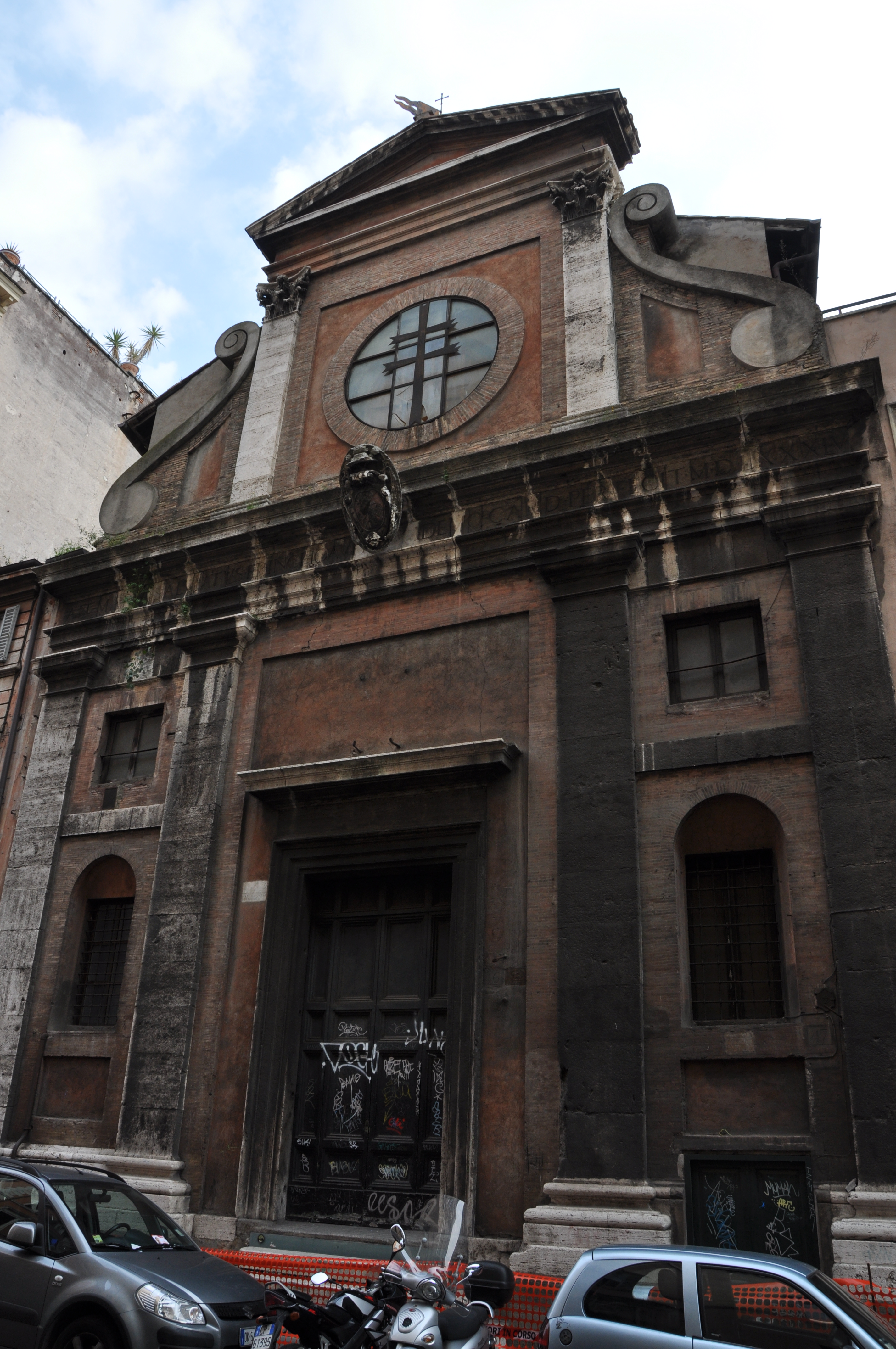
Sala Lancisiana su via di Ripetta, sede del teatro anatomico

Già nel 1780 Pio VI aveva istituito il teatro anatomico nella Sala Lancisiana del San Giacomo, affacciata su via di Ripetta (dotandola di un tavolo ancora esistente), ma dopo il ritorno a Roma di Pio VII nel 1815 dopo cinque anni di prigionia a Parigi, nella sede dell'ospedale vennero inaugurate anche le scuole di Clinica chirurgica, di Anatomia pratica e di Operazioni chirurgiche dell'Università pontificia de La Sapienza insieme alla farmacia, al laboratorio chimico, al museo anatomico, al teatro e alla biblioteca. Presso l'ospedale si tenevano anche le lezioni.
L'Ospedale si avvalse anche dell'operato di illustri chirurghi, tra i quali Giuseppe Sisco, primo titolare della cattedra di Anatomia chirurgica istituita da Pio VII nel 1816 con sede presso il San Giacomo, nonché primo titolare della Clinica chirurgica rivolta sia agli uomini, che alle donne (sette letti e sei, rispettivamente), nella stessa sede: in questa veste, Sisco descrisse le sue attività, anche svolte presso il San Giacomo di cui era Primario, nel manuale ad uso degli studenti intitolato Saggio dell'istituto clinico romano di medicina esterna (1816). Sisco donò, infine, a questo ospedale i suoi libri, i suoi strumenti chirurgici e legò un premio per gli studenti.
Nel 1834 Papa Gregorio XVI stabilì nell'ospedale le Suore ospedaliere della misericordia e nel 1842 affidò l'amministrazione dei religiosi dell'Ordine ospedaliero di San Giovanni di Dio (chiamati comunemente "Fatebenefratelli"). In questi anni, dal 1842 al 1849, l'Ospedale conobbe una fase di grande ristrutturazione, iniziata da Gregorio XVI con fondi in parte forniti dalla Camera Apostolica e in parte personali.
Tra i benefattori di questi anni vi fu anche il cavaliere Paolo Martinez, già magistrato della Camera Capitolina (antesignano del moderno comune), ricordato tuttora in una lapide posta appena all'ingresso dell'ospedale dall'amministrazione dell'Arcispedale in ringraziamento ("in segno di gratitudine e ad altrui esempio") di un legato di 12.000 scudi "a dotazione di letti per malattie croniche", destinato sia a uomini che a donne.
Negli anni del Risorgimento l'ospedale subì un ulteriore ampliamento (in questo periodo nacque anche una sorta di centro di rianimazione, detto "Centro per Asfittici") e, oltre ad ospitare malati e ad essere sede di insegnamenti, funse da ritrovo per una sezione della Carboneria. Durante il periodo della Repubblica Romana (1849), infatti, truppe di volontari si erano stabilite nelle stanze dell'ospedale, mentre la chiesa di San Giacomo venne utilizzata come stalla. Alcuni autori dell'epoca riportarono la leggenda che i congiurati che assassinarono il ministro Pellegrino Rossi si riunirono nel teatro anatomico del San Giacomo per preparare l'omicidio.

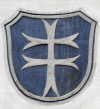
Croce dell'Ordine di Santo Spirito

La fase di rinnovamento iniziata da Gregorio XVI fu completata sotto Pio IX tra il 1860 e il 1863, riacquistando così la sua piena funzionalità: in particolare, fu ampliata l'ala su Via Canova e rimessa in uso l'ala opposta, che prima era destinata a magazzino per i grani: i posti letto, così, aumentarono fino al numero di 356 nella metà del Ottocento. A ricordo dell'intervento di Pio IX, vi è un busto del Pontefice nel cortile dell'ospedale. Nonostante le tensioni sociali di questi anni, l'ospedale continuò a ospitare pazienti "senza cercarsi l'età, la patria, la condizione, la religione del chiedente".
Successivamente alla caduta dello Stato Pontificio del 1870, l'ospedale entrò a far parte dell'Ente morale Pio Istituto Santo Spirito ed Ospedali Riuniti, costituito con Regio decreto del 28 maggio 1896 e che riunì con patrimonio comune ed unica amministrazione tutti gli ospedali romani.
Il San Giacomo continuò comunque ad ospitare le attività, anche di docenza, di chirurghi come Costanzo Mazzoni, insegnante di Clinica chirurgica della prima università romana del Regno d'Italia, e, per un certo periodo, di Francesco Durante che aveva studiato con il primario Benedetto Viale Prelà, archiatra di Pio IX.

### XX secolo

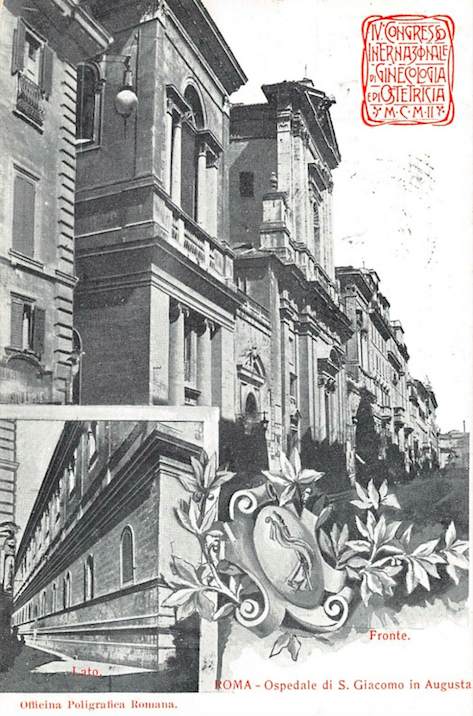
Cartolina commemorativa del IV Congresso Internazionale di Ginecologia e Ostetricia (1902)

Nel 1914 fu decisa la chiusura del San Giacomo a seguito della costruzione del Policlinico Umberto I, ma fu scongiurata da una serie di proteste popolari unite a interrogazioni parlamentari. Durante la prima guerra mondiale diventò un ospedale militare. Nel 1929 venne ridimensionato a pronto soccorso, ma dopo due anni riprese pienamente l'attività; nel 1933 venne fondata nei locali del San Giacomo la "Scuola Missionaria di Medicina e Chirurgia d'Urgenza".
Nel biennio 1937-1938 si operò un progetto di restauro, a cui contribuì anche il prof. Oreste Margarucci: più tardi, nel 1947, lo stesso Margarucci divenne Primario del San Giacomo.
Nel biennio 1953-54 venne effettuata un'opera di modernizzazione della struttura.
Nel 1963 viene inaugurato il centro di Epatologia del San Giacomo alla presenza del presidente della Repubblica Giovanni Leone.
Nel 1969 divenne attivo il Servizio di Nefrologia e Dialisi dell’Ospedale.
Dal 1977 nell'ospedale divenne attiva l'Unità Operativa Complessa di Nefrologia e Dialisi, Centro di Riferimento Regionale.
Nel 1978, l'Ente morale degli Ospedali Riuniti venne soppresso, con legge nazionale n. 833 del 23/12/1978 che sancì la nascita del Servizio sanitario nazionale e il cui patrimonio venne riassegnato ai rispettivi enti pubblici locali (vedi art. 65), dunque in questo caso la USSL di zona e, in seguito al d.lgs. 30 dicembre 1992, ASL RM A e, infine, la ASL Roma 1.
Il 21 dicembre 1980, l'Ospedale venne visitato dal papa Giovanni Paolo II.
Nel 1980 venne fondato presso il San Giacomo il primo Centro ospedaliero di Medicina Psicosomatica di orientamento psicoanalitico.
Dal 1985 al 1996, su iniziativa della Divisione di Chirurgia Generale dell’Ospedale, si svolsero qui regolarmente i periodici “Incontri clinici della Vecchia Roma”, convegni con la partecipazione regolare di autorità scientifiche e politiche.

### XXI secolo
Dal 2003 iniziò una nuova fase di ristrutturazione, che procedette un reparto alla volta. Nell'ottobre 2007 viene inaugurata la nuova rianimazione. Le ultime strutture completate furono la neurologia e il day-hospital nel luglio 2008, ovvero solo un mese prima dell'annuncio di chiusura nell'agosto 2008. La chiusura improvvisa del 2008 venne motivata dalla Regione Lazio, in quel periodo sotto gestione commissariale, dalla situazione critica del debito sanitario regionale accumulatosi negli ultimi anni.

Nel dicembre 2008 il "Sole 24 Ore" denunciò un prezzo troppo basso delle numerose vendite del patrimonio immobiliare ospedaliero di proprietà delle ASL, con cui storicamente gli ospedali si finanziavano, in parte riconducibili allo stesso San Giacomo, avvenute tra il 2004 e il 2007 (926 immobili, in prevalenza siti nel centro storico di Roma e anche di pregio, più del 60% dei quali vincolati dalle Belle Arti) valorizzate alla media di 1.600 euro al metro quadrato.

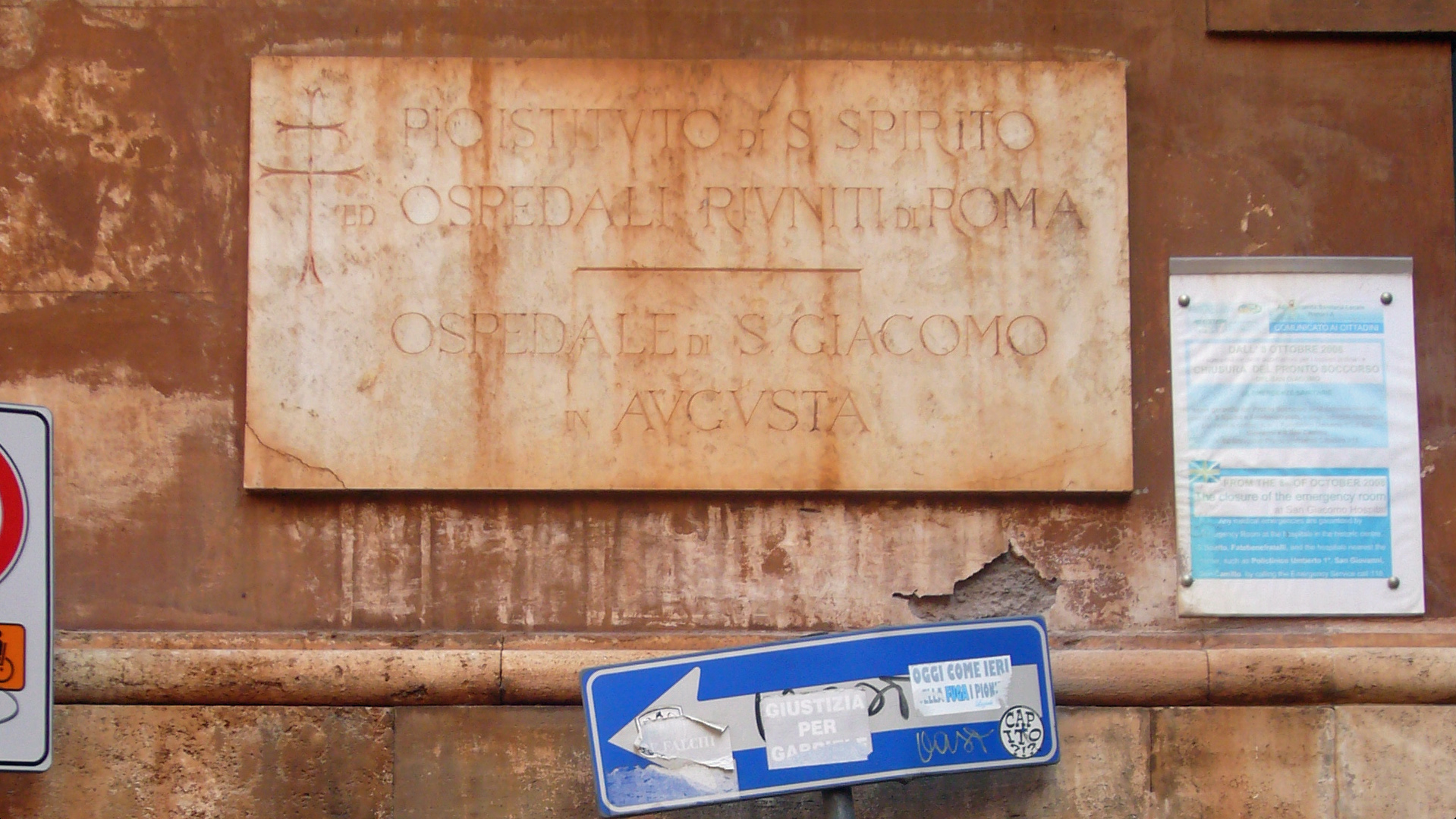
Targa e avviso di chiusura (2008)

Nel quadro di un'operazione di sale and lease-back riguardante numerosi beni del patrimonio ospedaliero nella regione Lazio, la legge regionale n. 16 del 2001, promulgata dalla giunta regionale del presidente Francesco Storace, istituiva la creazione della società San.Im S.p.A. a prevalente capitale regionale, a cui successivamente furono ceduti diversi beni del patrimonio indisponibile delle Aziende Sanitarie Locali, compreso l'immobile del San Giacomo, con l'obbligo di rispetto della destinazione d'uso, vincolato peraltro anche dal Decreto Legislativo n. 502/92. L'acquisto del patrimonio delle aziende ospedaliere (le quali hanno conservato l'opzione di riacquisto al termine previsto dell'operazione, nel 2033, al prezzo simbolico di 1 euro) da parte di San.Im S.p.A. avvenne il 28 giugno 2002: tale operazione coinvolgeva un totale di 56 complessi ospedalieri ad un prezzo complessivo di 1 miliardo e 949 milioni di euro, con contestuale corresponsione della locazione di affitto trentennale all'azienda acquirente per l'ammontare di un totale di 90 milioni di euro annui (di cui 2 milioni annui in quota al San Giacomo). Tuttavia, la correlata operazione di cartolarizzazione dei crediti degli affitti (ma non degli immobili) al fine del pagamento dell'acquisto non sortì i risultati sperati, anche per aver emesso titoli per un importo inferiore al valore complessivo del patrimonio inizialmente trasferito, e nel 2009 fu valutata dalla Corte dei Conti di "evidente insostenibilità finanziaria" per la Regione con "inequivocabilmente la sproporzione tra le parti contraenti, quella pubblica e quella bancaria".
All'interno di tale cornice giuridica, l'11 agosto 2008 il presidente della giunta regionale Piero Marrazzo deliberò la chiusura del San Giacomo entro il 31 ottobre 2008, con legge regionale n. 14 del 11 agosto 2008 (art. 86, comma 65), suscitando un gran numero di proteste e di disagi. Tale provvedimento, infatti, giunse in maniera improvvisa, a solo un mese di distanza da una serie di inaugurazioni di nuovi reparti e subito dopo prolungati lavori di ristrutturazione inclusivi dell'acquisto di nuovi macchinari ad uso ospedaliero, come denunciato su quotidiani da noti chirurghi e da altri, come l'intellettuale Furio Colombo e la duchessa Oliva Salviati, discendente del cardinale Antonio Maria. La circostanza cagionò anche sospetti di un tentativo di speculazione immobiliare ai danni della secolare istituzione e avvenne nonostante l'utilità di mantenere un ospedale anche d'emergenza nel centro storico e turistico della capitale, oltre ai noti vincoli d'uso, donativi e culturali. Al momento della chiusura, il 31 ottobre 2008, l'ospedale era ancora pienamente operativo e la chiusura causò disagi ai pazienti che vi erano ricoverati. Al momento della chiusura, il San Giacomo disponeva di 170 posti letto per i suoi degenti, oltre a un DEA di 1º livello e un pronto soccorso con numerosi reparti (un intero piano era dedicato al laboratorio di analisi); era inoltre l'unico ospedale del centro storico di Roma attrezzato per il piano PEIMAF (piano di emergenza per massiccio afflusso di feriti) antiterrorismo: la struttura serviva 25.000 utenti all'anno, di cui circa 250 codici rossi; i dializzati erano circa 160. Il 15 novembre 2008, in via Canova, fu contestualmente aperto il Poliambulatorio Canova, sul lato opposto al San Giacomo.
Alla luce di questi motivi, la chiusura suscitò vivaci reazioni di protesta che videro impegnati, oltre ai discendenti Salviati, sia l'opinione pubblica, con la costituzione di un apposito comitato e la raccolta di firme, sia personaggi noti, intellettuali e accademici, come Franz Prati, Pupi Avati, Furio Colombo, Carlo Ripa di Meana con la moglie Marina Ripa di Meana, ma anche Stefano Rodotà, Salvatore Settis, Achille Bonito Oliva, Pietro Ruffo, Laura Canali, Giosetta Fioroni, Valéry Giscard d’Estaing, Sabina Guzzanti, Fernando Aiuti, Uto Ughi, Carlo Vanzina, Flavio Insinna, Edith Bruck, Renato Zero, nato al San Giacomo. Si è pronunciato contro la chiusura anche il comitato Italia Nostra. Il Comitato contro la chiusura del San Giacomo ha ribadito anche l'esistenza della bolla pontificia del 1610 di papa Paolo V, che specificava "il divieto assoluto di cambiarne la finalità, vendere, affittare, permutare, dare in enfiteusi, sotto alcun diritto o alcun Stato". Un altro argomento legale contro la chiusura era il contenuto del testamento del cardinal Salviati, che vincolava la donazione del complesso alla città di Roma con la destinazione d'uso di ospedale. Le 60.000 firme raccolte dal Comitato non sortirono però effetti immediati. Altre preoccupazioni sorsero dal fatto che, dopo il 2008, la manutenzione ordinaria eseguita dall'ente proprietario (nel 2013, ad esempio, fu restaurato il tetto) non fosse ottimale, dato il verificarsi di alcuni crolli di intonaci. Nel frattempo, altri commentatori ribadirono l'importanza di una discussione pubblica sull'uso più corretto del fabbricato, che dopo la chiusura restò inutilizzato e interdetto all'accesso.
La chiusura è stata sancita tramite Decreto del Presidente della Regione Lazio in qualità di Commissario ad acta del 3 settembre 2008; più tardi, sotto la presidenza di Nicola Zingaretti, in virtù dell'art. 19, comma 9, della l.r. n. 12/2016, la proprietà del complesso fu trasferita iure imperii dal comune di Roma alla regione Lazio, in anticipo rispetto alla scadenza inizialmente prevista del 2033, con l'obiettivo di valorizzazione tecnico-economica; il trasferimento fu autorizzato il 23 novembre 2017 dalla Commissione regionale per la tutela del patrimonio culturale del Lazio (il competente ente periferico del Ministero per i beni culturali). Tale valorizzazione sarebbe passata attraverso una ri-funzionalizzazione edilizia che, per la prima volta nella storia del San Giacomo, non escludeva nuove destinazioni d'uso o anche la vendita del bene, il cui valore stimato tramite perizia risultava di 61 milioni di euro, ovvero circa 1.900 euro al metro quadro, prezzo considerato troppo basso dai comitati a difesa dell'istituzione. La deliberazione regionale n. 662 del 13 novembre 2018 riclassificava il fabbricato come "patrimonio disponibile", oltre a confermarne il valore e la cessione al fondo immobiliare "i3-Regione Lazio" di Invimit S.p.A., includendo inoltre lo schema di atto notarile, con l'obiettivo di definitiva dismissione. L'annuncio della vendita fu infine pubblicato dall'ICE il 14 gennaio 2019.
Il 7 aprile 2021 il Consiglio di Stato ha dichiarato l'illegittimità della chiusura del San Giacomo con una dettagliata sentenza, evidenziandone i vizi di "manifesta irragionevolezza", "eccesso di potere per sviamento e contraddittorietà", "illogicità". La sentenza arriva come risultato della lunga controversia legale con Oliva Salviati, riaccendendo le speranze per la riapertura. L'amministrazione regionale del Lazio di Zingaretti ha tuttavia fatto ricorso contro la sentenza, con esito inizialmente atteso per il 12 luglio 2022. Tale ricorso è stato respinto, con la conferma definitiva dell'esito del Consiglio di Stato del 2021, dalla sentenza dalla Corte suprema di cassazione riunita a sezioni unite civili con ordinanza numero 4386 del 13 febbraio 2023, stabilendo così la possibilità di riapertura.
Nel giugno 2023 il nuovo Presidente della Regione, Francesco Rocca, ha manifestato l'intenzione di riaprire l'ospedale San Giacomo.
Tramite Determinazione 18 giugno 2024, n. G07998, la direzione Demanio e Patrimonio della Regione Lazio ha approvato lo schema dell’atto notarile tra l’amministrazione e l’Invimit sgr, per riportare all'ASL la proprietà dello stabile del San Giacomo. Il governatore della regione Lazio ha annunciato la riapertura della struttura come ospedale di comunità.

## Struttura

### La ristrutturazione cinquecentesca del cardinal Salviati

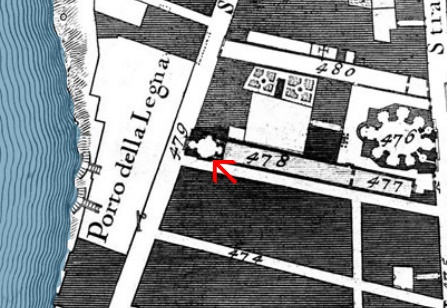
Struttura del complesso nel 1748 (Nolli, Nuova Topografia di Roma). È riconoscibile la tipica struttura ad "H" dell'ospedale: ancora nel Settecento, essa era suddivisa tra la Galleria per Uomini (478) e Galleria per Donne (477), mentre è visibile, oltre al cortile centrale, l'ala nord (480), collegata alle gallerie dal blocco ortogonale delle strutture di raccordo e dismessa fino al ripristino di Gregorio XVI del secolo successivo. A destra, la chiesa di San Giacomo in Augusta (476). La freccia rossa indica la chiesa di Santa Maria Porta Paradisi

La struttura originaria dell'edificio non è conosciuta, in quanto i primi lavori di rinnovamento veri e propri, risalenti al 1579, comportarono una modifica radicale dell'edificio e degli ambienti circostanti. Infatti, dopo un iniziale coinvolgimento di Baldassarre Peruzzi negli ultimi anni della sua vita (1534 - 1536), la facciata fu infine rinnovata dal giovane Giorgio da Coltre, sotto la guida di Antonio da Sangallo il Giovane che ne redasse il progetto già negli anni 1538 - 1546. Il progetto diede vita alla struttura definitiva dell'ospedale, che ancora oggi conserva queste caratteristiche. A testimonianza della primitiva architettura, vi è un portale esterno sormontato dallo stemma Colonna: sopra questo elemento vi è la rara rappresentazione del cappello cardinalizio del secolo XIV. I lavori iniziarono nel 1579 con l'architetto Francesco Capriani e si conclusero nel 1592 con Carlo Maderno.
Al termine della ristrutturazione, nel 1592, il complesso presentava la caratteristica forma ad H, che ha sostanzialmente mantenuto fino ad oggi: si componeva di due bracci paralleli collegati da un blocco ortogonale (che comprendeva la Spezieria e altre strutture, comprese abitazioni del personale sanitario), completato nel 1590. La corsia riservata agli uomini contava duecento posti letto; la corsia delle donne, invece, era divisa in due reparti, di cui uno per i casi di sifilide, per un totale di centocinquantasei posti letto. Ai lati della struttura si trovavano due edifici, ancora esistenti: la chiesa di Santa Maria Portae Paradisi, affacciata su Via di Ripetta e il cui nucleo originario risaliva alla costruzione iniziale dell'ospedale, e la chiesa di San Giacomo, affacciata sul Corso costruita contemporaneamente al primo rinnovamento. Al rinnovamento cinquecentesco risale anche la Sala Lancisiana, di forma circolare.

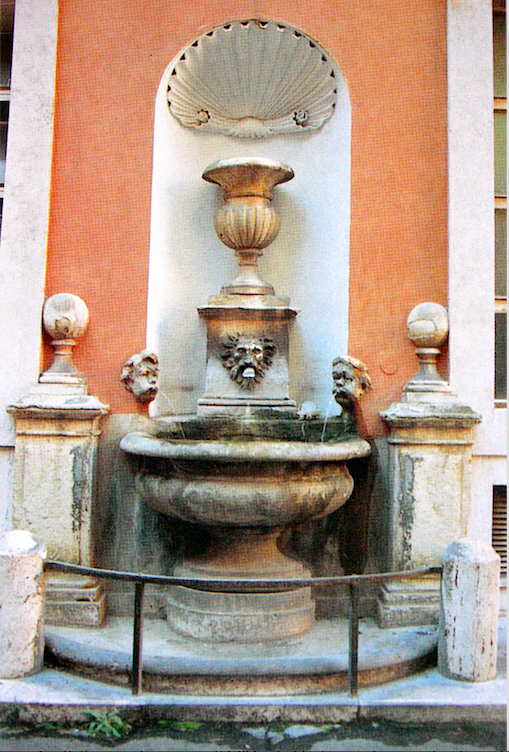
Fontana all'interno del cortile

All'interno del cortile vi sono due fontane cinquecentesche: una è forse attribuibile al fontaniere Giovanni Antonio Nigrone, in cui l'acqua sgorgava da una testa di leone attorniata da due putti; la seconda è detta "del Mascherone" ed è probabilmente collegata all'opera di allacciamento all'Acqua Vergine nella seconda metà del secolo.

### La ristrutturazione ottocentesca di Gregorio XVI

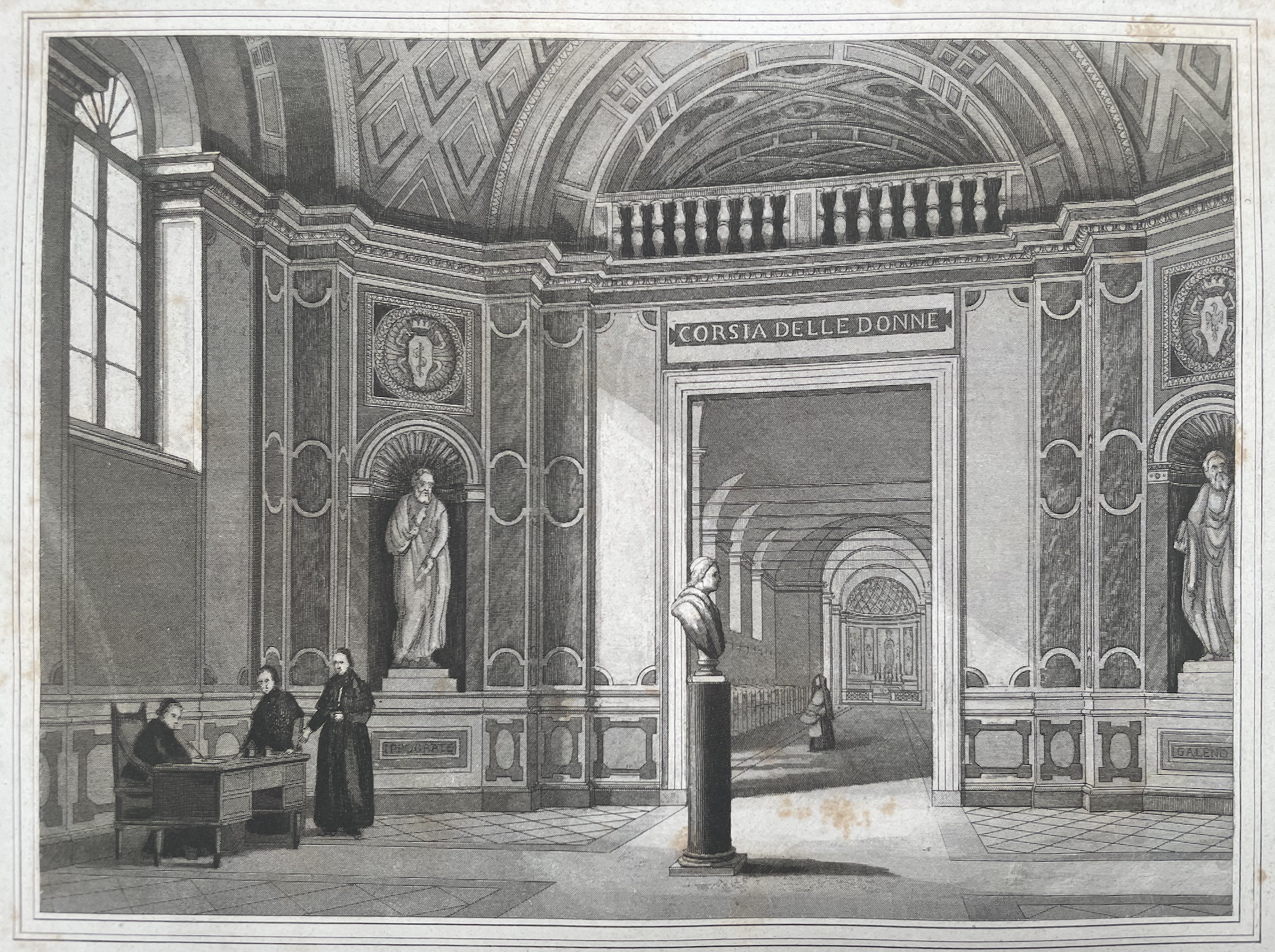
L'ingresso della Corsia delle Donne dell'Arcispedale San Giacomo (stampa di Paolo Cacchiatelli e Cleter Gregorio, 1865 circa)

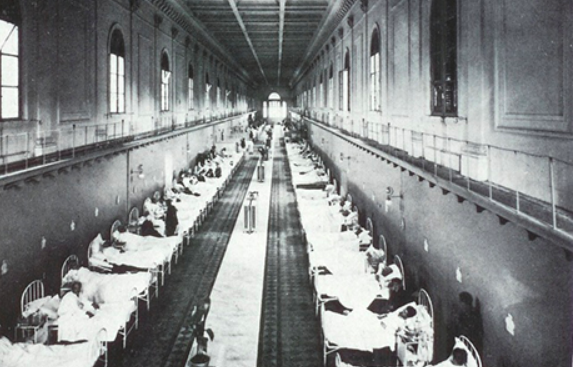
La caratteristica Galleria Genga, chiamata così in onore del chirurgo Bernardino Genga da Mondolfo, come si mostrava in passato

La seconda importante ristrutturazione fu promossa da papa Gregorio XVI, che nel 1836 decise di chiudere e bonificare, per ragioni igieniche e sanitarie (Roma proprio quell'anno vide un'epidemia di colera), il cimitero che si trovava tra l'arcispedale e la chiesa di Santa Maria e affidò la ricostruzione dell'intero nucleo ospedaliero all'architetto Pietro Camporese (il Giovane). Le successive sepolture furono alloggiate nell'antica area del Verano, dove viene riorganizzata l'area del moderno Cimitero omonimo.
In questa fase, a partire dal 1842, l'edificio fu riorganizzato su tre livelli, compresi in un'unica ala lunga 450 metri: l'area di degenza fu spostata al primo piano, mentre il piano terra fu destinato alle attività di servizio. La struttura fu inoltre ampliata anche in direzione del Corso, allungando le corsie in modo da creare le due ali simmetriche fino ai lati della chiesa di San Giacomo, con un risultato di particolare eleganza sempre ad opera del Camporese. La costruzione della nuova ala, tuttavia, venne a scapito dalla primitiva cappella di San Giacomo ancora presente, accanto alla quale il Salviati costruì la chiesa nel 1600.
Successivamente, nel XX secolo, la struttura ospedaliera fu totalmente riorganizzata dalla pianificazione dell'ing. Carlo Gasbarri. Essa fu suddivisa internamente: in particolare, nel 1954 le alte corsie vennero suddivise orizzontalmente, ricavandone un totale di quattro piani, con l'apertura di due nuovi ordini di finestre corrispondenti ai nuovi piani: l'unico ambiente a mantenere la doppia altezza precedente è la Galleria Genga. Tali nuove corsie vennero poi suddivise internamente in numerosi ulteriori reparti. Negli anni settanta furono riadattati gli edifici su via di Ripetta e destinati al nuovo Reparto Ortopedico.
La struttura conserva una numerosa serie di lapidi commemorative della sua lunga storia, a partire da quella del cardinal Colonna risalente dal XIV secolo fino a quelle dell'epoca post-unitaria (in particolare quelle del 1878), importanti testimonianze di autorità religiose, civili, scientifiche e di semplici cittadini. La lapide di ingresso riporta una citazione del medico Augusto Murri.

## Il San Giacomo nell'arte

### Cinema

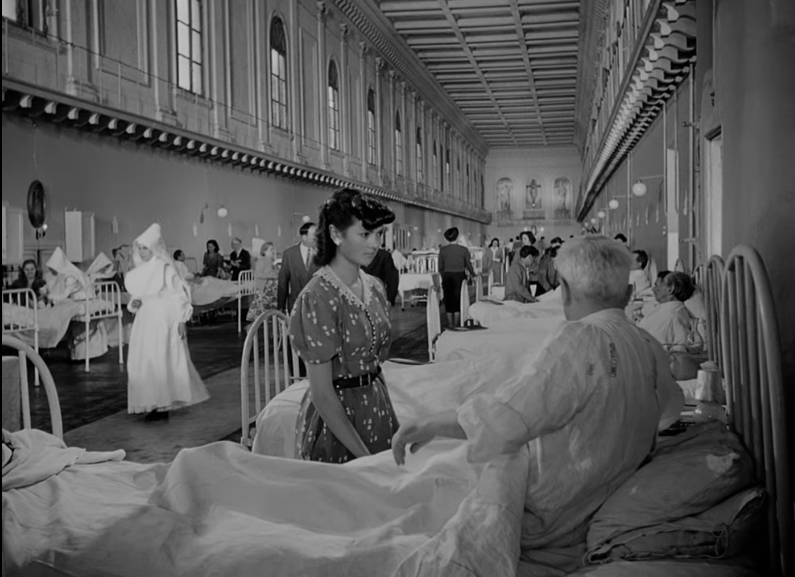
"Umberto D." (1952), scena dell'ospedale

- Una scena del film neorealista Umberto D. di Vittorio De Sica del 1952 è ambientata all'interno del San Giacomo; essa si conclude in via Canova, occupata su un lato intero dalla mole caratteristica dell'ospedale.

### Letteratura
- L'ospedale è tra quelli citati in un sonetto di Giuseppe Gioacchino Belli del 1833, intitolato Li Spedali de Roma.
- Il "centro per asfittici" presso il San Giacomo, una sorta di precursore di un centro di rianimazione, è ricordato in un sonetto di Cesare Pascarella.[154]

### La medaglia pontificia
La medaglia pontificia fu coniata durante il quattordicesimo anno di pontificato di papa Gregorio XVI in occasione della festività di Pietro e Paolo, il 29 giugno 1844. Essa ricorda i lavori di restauro dell'ospedale e della chiesa attigua, voluti dallo stesso pontefice. Essa fu incisa da Giuseppe Cerbara; ha un diametro di 43,5 millimetri e presenta sul fronte il busto del papa Gregorio XVI, mentre sul retro si riconosce la chiesa di San Giacomo, a cui lati si ergono le due testate delle corsie dell'ospedale.

### Curiosità
- Al San Giacomo sono nati i cantautori Mauro Di Maggio[157] e Renato Zero.[120]
- Al San Giacomo vennero ricoverati la pittrice Bice Lazzari e il marito, l'architetto Diego Rosa, in diversi reparti: i due comunicavano con foglietti affidati agli infermieri.[158]